# Биф (хип-хоп)
Биф (от англ. beef — бык (говядина), в переносном значении жалоба, недовольство; также дисс от англ. diss — «оскорблять») — вражда между представителями хип-хоп культуры. Бифы, их особенности и негласные правила ведения являются важной составляющей хип-хоп культуры. Наиболее известны бифы между рэперами, но такие конфликты возможны и между другими представителями хип-хоп культуры: диджеями, би-боями или райтерами. Причинами бифов обычно становятся обвинения в плагиате, претензии на лидерство в жанре (необоснованные, по мнению оппонента), непримиримые творческие разногласия, принадлежность к конкурирующим рекорд-лейблам и даже случайные оскорбления.
На практике конфликты выражаются в специально записанных треках (традиционно называемых диссами) и интервью, реже — в драках и перестрелках, в отдельных случаях заканчиваясь убийствами.
Наибольшую известность среди бифов получили так называемая «война побережий», унёсшая жизни Тупака Шакура и Notorious B.I.G. в 1990-х, и многочисленные бифы 50 Cent в 2000-х.

## История

### Предыстория
Предшественником диссов были так называемые Dirty Dozens, известные в среде афроамериканских рабов ещё с XIX в. Dirty Dozens представляли собой стихотворные оскорбления в адрес оппонента и его родных. Целью было как можно более остроумно, необычно и жёстко унизить оппонента. Похожие стиховорные формы известны у многих народов (например, ниды у викингов), но особое развитие получили именно в среде чернокожих рабов в США.
Изначально dozens представляли собой упражнения в красноречии и сквернословии, но не служили причинами вражды или обид.
В начале XX в. dozens нашли применение новых жанрах афроамериканской музыки. Так, Джеймс «Кокомо» Арнольд, один из наиболее популярных блюзменов 1930-х, записал песню Dirty Dozens:
I like yo' momma — sister, too

I did like your poppa — but your poppa wouldn’t do.

I met your poppa on the corner the other day

I soon found out he was funny that way.

### Золотой век хип-хопа
В 1970-е dirty dozens послужили основой одной из первых форм хип-хоп музыки — рэп-фристайла. Фристайл представляет собой стихотворную импровизацию, обычно исполняемую в рамках состязания между несколькими MC (rap battle) и содержащую насмешки в адрес конкурента. Нанесённые во время рэп-состязания оскорбления не воспринимались всерьёз и не приводили к вражде. Однако когда точно такие же песни стали выпускаться вне рамок состязаний, они начали порождать серьёзные конфликты.
Первым бифом, получившим широкую огласку, стал конфликт групп Boogie Down Production и Juice Crew. В истории хип-хопа биф извествен под названием «мостовых войн».
Биф пришёлся на расцвет «золотой эры хип-хопа» — середину 1980-х годов. Причиной стал спор о месте зарождения хип-хопа. В конце 1985 года участники Juice Crew Marley Marl и MC Shan выпустили песню «The Bridge», в которой утверждали, что хип-хоп родился в их родном районе Квинсбридж. Лидер представлявшей Бронкс группы Boogie Down Production KRS-One ответил песней «South Bronx», которая опровергала претензии Juice Crew и содержала личные выпады в адрес её участников. В 1987 году ситуация накалилась: были выпущены песни «Kill That Noise» (Juice Crew) и «The Bridge Is Over» (KRS-One).
«The Bridge Is Over» считается одним из величайших диссов в истории рэп-музыки. Распространено мнение, что именно эта песня принесла славу KRS-One и разрушила музыкальную карьеру MC Shan.
К 2000-м годам конфликт был исчерпан: MC Shan в интервью пояснил, что он не посягал на приоритет Бронкса, просто соперники неправильно истолковали его слова, а KRS-One и Marley Marl даже записали совместный альбом.

### Война побережий
С возникновением в конце 1980-х — начале 1990-х хип-хопа Западного побережья (прежде всего творчества Ice T и N.W.A.) конфликты в хип-хопе значительно обострились. Именно на эту эпоху приходится наибольшее число смертельных исходов бифов.
Основными причинами обычно называют принципиально разные взгляды на хип-хоп нью-йоркских артистов афро-центричной старой школы и молодых представителей калифорнийского гангста-рэпа. Другие причины и ход конфликта описаны в отдельной статье.
За время распада группы N.W.A. её бывшие участники записали несколько диссов в адрес бывших коллег. Из них наибольшую известность приобрела песня No Vaseline, записанная Ice Cube`ом после ухода из группы. Также, основатель группы Eazy-E записал целый мини-альбом, адресованный Dr. Dre — It's On (Dr. Dre) 187um Killa и, в частности, вошедший в альбом трек «Real Muthaphukkin' G’s».
В 2000-х годах, после окончания «войны побережий», бифы гораздо реже заканчивались убийствами участников. Существует мнение, что в последнее время бифы служат инструментом «раскрутки» альбомов и артистов, а не отстаивания поруганной чести.

## Терминология
В отношении бифов применяются английские слова, пришедшие в различные языки из американского хип-хоп сленга: biter — плагиатор, копирующий чужой стиль; hater — ненавистник, завистник.

### Диссы
Одним из средств, используемых в бифах, являются диссы (от англ. disrespect — неуважение). Сутью дисса является высказывание или выказывание неуважения в тексте одного рэпера или движениях брейкера (или группы) другому рэперу(-ам) или брейкеру(-ам). Впрочем, дисс может быть написан и в других стилях, однако подобное случается крайне редко. В подобных треках практикуется нецензурная речь, брань в адрес оппонента, иногда угрозы. Часто диссы пишут парами, то есть — «дисс — ответный дисс», или цепочками диссов. Диссы порой игнорируются. В биф могут вступить новые участники в поддержку одной из сторон. Например, знаменитый русскоязычный биф Rap Woyska (Schokk, Czar, 1.Kla$) vs Dessar шёл с июля 2007 по март 2008 года, темы в интернете с этим бифом были очень популярны у молодёжи тех лет, поэтому для промо пиара своей группировки осенью 2007 года в биф вступила группа Syndikat на стороне RW и Optik Russia. Таких разнообразных баттловых рэп-диссов с нецензурной лексикой и грязными текстами на тот момент в России и СНГ практически не было, поэтому это вызывало такой большой хайп. Или к примеру биф 2011 года между Schokk & Oxxxymiron и Ромой Жиганом, который в последствии снимет свой фильм с другими рэперами под названием "BEEF: Русский хип-хоп", но затем почти все эти рэп-бифы в 2010х стали выливаться в Versus Battle или другое интернет шоу из-за своей популярности на тот момент.
Биф можно считать объявленным (когда соперник ответил на первый дисс (и ему также ответили) и завершённым, когда диссы  не выходят дольше месяца. В брейк-дансе (в танцах в целом) на диссы есть только два ограничения: нельзя использовать слова (всё равно ничего не слышно) и нельзя касаться оппонента.